# Compsocryptus crotchii
Compsocryptus crotchii là một loài tò vò trong họ Ichneumonidae.